# Parametry pEDA i sEDA
| R       | oo π  | pEDA   | oo σ   | sEDA   |
| ------- | ----- | ------ | ------ | ------ |
| −CH− 2  | 6,562 | 0,571  | 18,964 | −0,402 |
| −NH−    | 6,481 | 0,491  | 18,825 | −0,541 |
| −O−     | 6,387 | 0,397  | 18,735 | −0,631 |
| −NH 2   | 6,136 | 0,145  | 18,915 | −0,451 |
| −OH     | 6,112 | 0,121  | 18,805 | −0,561 |
| −F      | 6,069 | 0,078  | 18,745 | −0,621 |
| −Cl     | 6,053 | 0,062  | 19,102 | −0,264 |
| −Br     | 6,047 | 0,057  | 19,169 | −0,197 |
| −CH 3   | 6,005 | 0,014  | 19,137 | −0,229 |
| −H      | 5,991 | 0,000  | 19,366 | 0,000  |
| −NH+ 3  | 5,984 | −0,007 | 18,950 | −0,416 |
| −SiH 3  | 5,974 | −0,017 | 19,550 | 0,184  |
| −Li     | 5,971 | −0,020 | 19,826 | 0,460  |
| −CF 3   | 5,967 | −0,024 | 19,237 | −0,130 |
| −CN     | 5,955 | −0,035 | 19,207 | −0,159 |
| −CONH 2 | 5,947 | −0,044 | 19,226 | −0,140 |
| −BeH    | 5,938 | −0,052 | 19,762 | 0,396  |
| −COOH   | 5,923 | −0,068 | 19,256 | −0,110 |
| −NO 2   | 5,922 | −0,069 | 19,046 | −0,320 |
| −BF 2   | 5,914 | −0,077 | 19,559 | 0,193  |
| −CFO    | 5,910 | −0,081 | 19,278 | −0,088 |
| −CHO    | 5,903 | −0,087 | 19,264 | −0,102 |
| −COCN   | 5,874 | −0,117 | 19,247 | −0,119 |
| −NO     | 5,861 | −0,129 | 19,102 | −0,264 |
| −BH 2   | 5,849 | −0,142 | 19,539 | 0,173  |
| −N+ 2   | 5,764 | −0,227 | 19,034 | −0,332 |
| −CH+ 2  | 5,380 | −0,611 | 19,406 | 0,040  |

Parametry pEDA i sEDA (ang. pi-Electron-Donor-Acceptor/sigma-Electron-Donor-Acceptor) – parametry obrazujące elektronowe efekty podstawników przy pierścieniach aromatycznych, opracowane na początku XXI w. przez Wojciecha P. Ozimińskiego i Jana Cz. Dobrowolskiego. Im większe przyjmują wartości, tym podstawnik silniej donuje elektrony, a im są bardziej ujemne, tym silniej wyciąga elektrony.
Parametr pEDA dotyczy podstawnikowego efektu π-elektronowego, czyli efektu rezonansowego, natomiast parametr sEDA podstawnikowego efektu σ-elektronowego, czyli efektu indukcyjnego związanego z elektroujemnością.
Wartości parametrów pEDA i sEDA dla poszczególnych podstawników oblicza się metodami chemii kwantowej. Układem modelowym jest monopodstawiony benzen. Geometrię cząsteczki najpierw poddaje się optymalizacji w ramach ustalonego modelu teoretycznego, a następnie przeprowadza się analizę populacyjną obsadzeń orbitali metodą NPA (ang. natural population analysis), techniką należącą do metodologii NBO (ang. natural bond orbital, naturalny orbital wiązania). Cząsteczka powinna być zorientowana w taki sposób, aby płaszczyzna pierścienia aromatycznego leżała w płaszczyźnie xy i była prostopadła do osi z. Następnie prowadzi się obliczenia dla orbitali 2pz (w przypadku parametru pEDA) lub 2s, 2px i 2py (w przypadku parametru pEDA).
W celu obliczenia parametrów pEDA/sEDA można skorzystać z napisanego w języku Tcl programu AromaTcl.

## Parametr pEDA
Obsadzenia orbitale 2pz sześciu atomów węgla pierścienia benzenowego zostają zsumowane dając pewną wartość, od której odejmuje się sumę obsadzeń dla niepodstawionego benzenu (jest to wartość bardzo bliska liczbie 6, co wynika z reguły Hückla), uzyskując liczbę większą od zera dla podstawników π-elektronodonorowych, takich jak −NH
2, −OH czy −F, natomiast mniejszą od zera dla podstawników π-elektronoakceptorowych, takich jak −NO
2, −BH, czy −CN.
Wartości skali pEDA liniowo korelują z eksperymentalnymi stałymi podstawnikowymi, takimi jak stała rezonansowa Tafta-Topsoma σR.

## Parametr sEDA
Elektrony obsadzone na orbitalach 2s, 2px i 2py atomów węgla pierścienia benzenowego tworzą system elektronów sigma tego pierścienia. Po ich zsumowaniu dla układu benzenu z danym podstawnikiem otrzymuje się pewną wartość, od której odejmuje się analogiczną wartość dla niepodstawionego benzenu, uzyskując w ten sposób parametr sEDA. Dodatnimi wartościami sEDA cechują się podstawniki o charakterze σ-elektronodonorowym, takie jak −Li, −BH
2, −SiH
3. Większość podstawników (np. −F, −OH, −NH
2, −NO
2, −COOH) charakteryzuje się jednak ujemnymi wartościami sEDA, co świadczy o ich charakterze σ-elektronoakceptorowym.
Wartości skali sEDA liniowo korelują ze skalami elektroujemności, takimi jak skala Boyda-Edgecombe’a.